# مارگارت (فیلم ۲۰۱۱)
مارگارت (انگلیسی: Margaret) فیلمی به کارگردانی کنت لونرگان است که در سال ۲۰۱۱ منتشر شد.

## بازیگران
- آنا پاکوین
- مت دیمون
- مارک روفالو
- کیرن کالکین
- اولیویا ترلبی
- رزمری دویت
- جین اسمیت-کمرون
- متیو برودریک
- آلیسون جنی
- ژان رنو
- کنت لونرگان
- مایکل ایلی
- جینی برلین